# Maximum Receive Unit
MRU (англ. maximum receive unit) — максимальный размер данных, передаваемых в пакете протокола PPP, не включая заголовок пакета.
Значение MRU определяется протоколом LCP, входящим в семейство PPP, и принимается по умолчанию равным 1500 октетов. В случае, если запрашивается меньшее значение, система обязана быть готовой к приёму полноразмерного пакета при потере синхронизации.
Основной причиной изменения MRU является использование протокола PPPoE. Поскольку максимальный размер данных в кадре Ethernet равен 1500 байт, из которых 6 байт занимает заголовок PPPoE и 2 байта — идентификатор протокола, величина MRU не должна превышать 1492 байт. При использовании jumbo-кадров значение MRU должно увеличиваться сверх 1492 байт для уменьшения фрагментации. Для совместимости с предыдущей спецификацией PPPoE способность сторон отправлять и принимать пакеты большего размера определяется на этапе PPPoE Discovery отправкой и подтверждением тега PPP-Max-Payload.
При установке значения MRU более 1492 байт должна производиться проверка способности принимающей стороны и промежуточого оборудования обрабатывать пакеты такой длины путём отправки одного или нескольких полноразмерных пакетов с эхо-запросом. В случае, если эхо-ответ не получен, проверяется прохождение эхо-пакетов нормального размера и используется стандартное значение MRU.